# ثوم أندرسن
ثوم أندرسن (بالإنجليزية: Thom Andersen)‏ هو صحفي وناقد سينمائي وكاتب سيناريو ومخرج أمريكي، ولد في 1943 في شيكاغو في الولايات المتحدة.

## وصلات خارجية
- ثوم أندرسن على موقع IMDb (الإنجليزية)
- ثوم أندرسن على موقع ميتاكريتيك (الإنجليزية)
- ثوم أندرسن على موقع روتن توميتوز (الإنجليزية)
- ثوم أندرسن على موقع ألو سيني (الفرنسية)
- ثوم أندرسن على موقع أول موفي (الإنجليزية)
- ثوم أندرسن على موقع قاعدة بيانات الفيلم (الإنجليزية)
- ثوم أندرسن على موقع كينوبويسك (الروسية)